# Cerdic dei Gewisse
Cerdic Elesing (Germania Magna, circa 467 – 534) regnò sui sassoni occidentali dal 519 al 534 e fu il capostipite della prima dinastia reale anglosassone che governò l'Inghilterra tra l'802 e il 1016 e di nuovo fra il 1042 e il 1066.

## Biografia
Viene menzionato per la prima volta nella Cronaca anglosassone quando, nel 495 giunse nell'Hampshire e quando nel 519 ottenne una grande vittoria a Charford. A Netley Marsh, nel Wiltshire, i sassoni affrontarono e uccisero anche un re britanno di nome Natanleod (508). Sotto la guida di Cerdic avanzarono nel Dorset e nel Somerset. I britanni furono sconfitti di nuovo a Certicesford nel 527. Tra le sue campagne è anche menzionata la conquista dell'isola di Wight (530), poi data ai nipoti Stuf e Wihtgar, che portarono con loro molti altri sassoni.
Nel 530 Cerdic e suo figlio conquistarono gradualmente il territorio che dal Sussex giungeva al fiume Avon, nell'Hampshire. Inoltre, attraversarono il Tamigi e sottomisero il paese fino a Bedford. Furono così chiamati sassoni occidentali e il regno di Cerdic fu chiamato Wessex. Cerdic morì nel 534 e sul trono salì il figlio Cynric.
Alcuni studiosi pensano che Cerdic andrebbe identificato con il capo sassone sconfitto dai britanni nella battaglia del Monte Badon, che fu combattuta tra il 490 e il 516. Tuttavia, secondo altri si sarebbe trattato di un altro capo sassone, Aelle del Sussex.

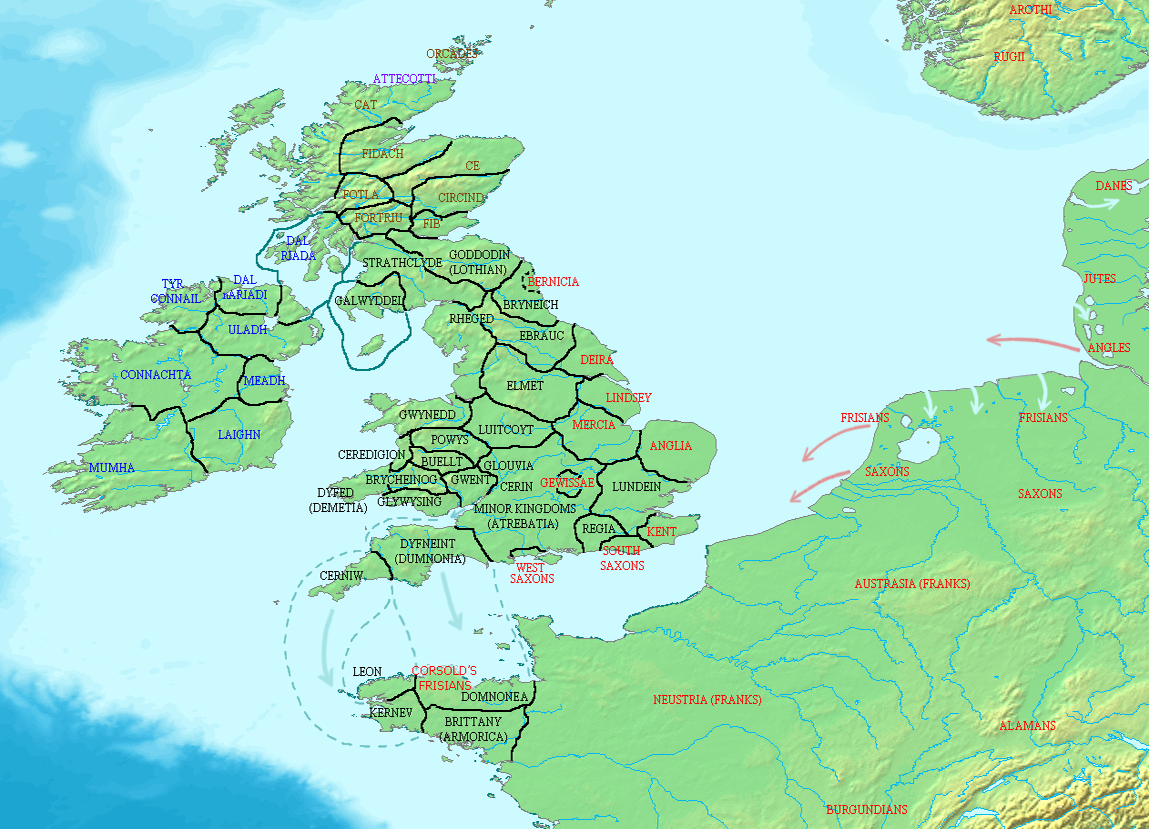
La Britannia attorno al 500.

## Origini
È curioso il fatto che il nome Cerdic sarebbe britannico, una forma del nome Ceretic, e non germanico. Ciò si spiegherebbe con il fatto che la madre di Cerdic potrebbe essere stata britannica e che avrebbe dato al figlio un nome del suo popolo. Se così fosse, ci si troverebbe di fronte all'esistenza di una certa commistione culturale e biologica tra gli invasori anglosassoni e i nativi britannici. Quest'ipotesi troverebbe supporto nei nomi potenzialmente non germanici di alcuni dei suoi discendenti, tra cui Ceawlin, Cedda e Caedwalla.
J.N.L. Myres ha notato che quando Cerdic e Cynric compaiono per la prima volta nella Cronaca anglosassone, anno 495, sono descritti come Ealdormen (cioè alti funzionari), titolo che a quel tempo indicava un rango minore. Myres ha anche sottolineato come sia strano trovare questo termine usato qui per descrivere i capi di una banda indipendente di invasori, le cui origini e la cui autorità non sono specificate. Sembrerebbe trattarsi di un'allusione al fatto che Cerdic e il suo popolo dovevano la loro condizione all'essersi già occupati degli affari amministrativi di questa parte della costa sassone sotto l'autorità romana. Inoltre, Cerdic e Cynric non sono ricordati come sovrani fino al 519 e ciò indica che loro avevano cessato di essere vassalli o Ealdormen per diventare sovrani indipendenti. Sempre secondo Myres, sarebbe anche possibile pensare a Cerdic come al capo di una famiglia nobile, parzialmente britannica, che aveva vasti interessi territoriali nell'estrema parte occidentale della costa sassone. Come tale potrebbe essere stato incaricato di difenderla dai romani negli ultimi giorni del loro dominio in Britannia. Ciò spiegherebbe perché la successiva terminologia anglosassone lo definisce Ealdorman.
È possibile ipotizzare che una volta che l'autorità romana era crollata o era comunque ormai al collasso, Cerdic fu tentato di ottenere di più, forte di una famiglia autoctona e dominante come la sua, che aveva già sviluppato relazioni di sangue con i coloni juti e sassoni presenti a quel tempo nell'estrema parte della costa sassone. E così, dopo aver eliminato le sacche di resistenza di capi britannici, potrebbe aver iniziato a regnare senza riconoscere nessun'altra autorità. C'è comunque chi sostiene che fosse un sassone. Molti studiosi ritengono che sua madre potrebbe essere stata una celta britannica che si era recata nel Continente o, addirittura, che fosse una celta continentale. Goffredo Ashe ipotizza che potrebbe essere stato un figlio di Riotamo.
Cerdic è considerato un antenato di Egbert del Wessex e quindi sarebbe un antenato non solo della moderna monarchia inglese, ma virtualmente di ogni lignaggio reale in Europa. La genealogia di Cerdic era fatta risalire indietro a Woden (Wotan/Odino), la suprema divinità germanica: Cerdic figlio di Elesa, figlio di Esla, figlio di Gewis, figlio di Wig, figlio di Freawine (Frowin), figlio di Frithgar, figlio di Brand, figlio di Balday, figlio di Woden.

## Interpretazioni moderne
- Il nome Cedric deriva da un errore di ortografia nel romanzo Ivanhoe.
- Cerdic è stato il principale antagonista del film King Arthur del 2004. Lui e Cynric furono raffigurati come invasori sassoni e furono uccisi, rispettivamente, da Artù e Lancillotto nella battaglia del Monte Badon (anche Mons Badonicus e Badon Hill). Cerdic è stato interpretato da Stellan Skarsgård.